# NGC 856
NGC 856 (NGC 859) é uma galáxia espiral (Sa) localizada na direcção da constelação de Cetus. Possui uma declinação de -00° 43' 00" e uma ascensão recta de 2 horas, 13 minutos e 38,4 segundos.
A galáxia NGC 856 foi descoberta em 3 de Outubro de 1886 por Lewis A. Swift.